# ليتل فوت

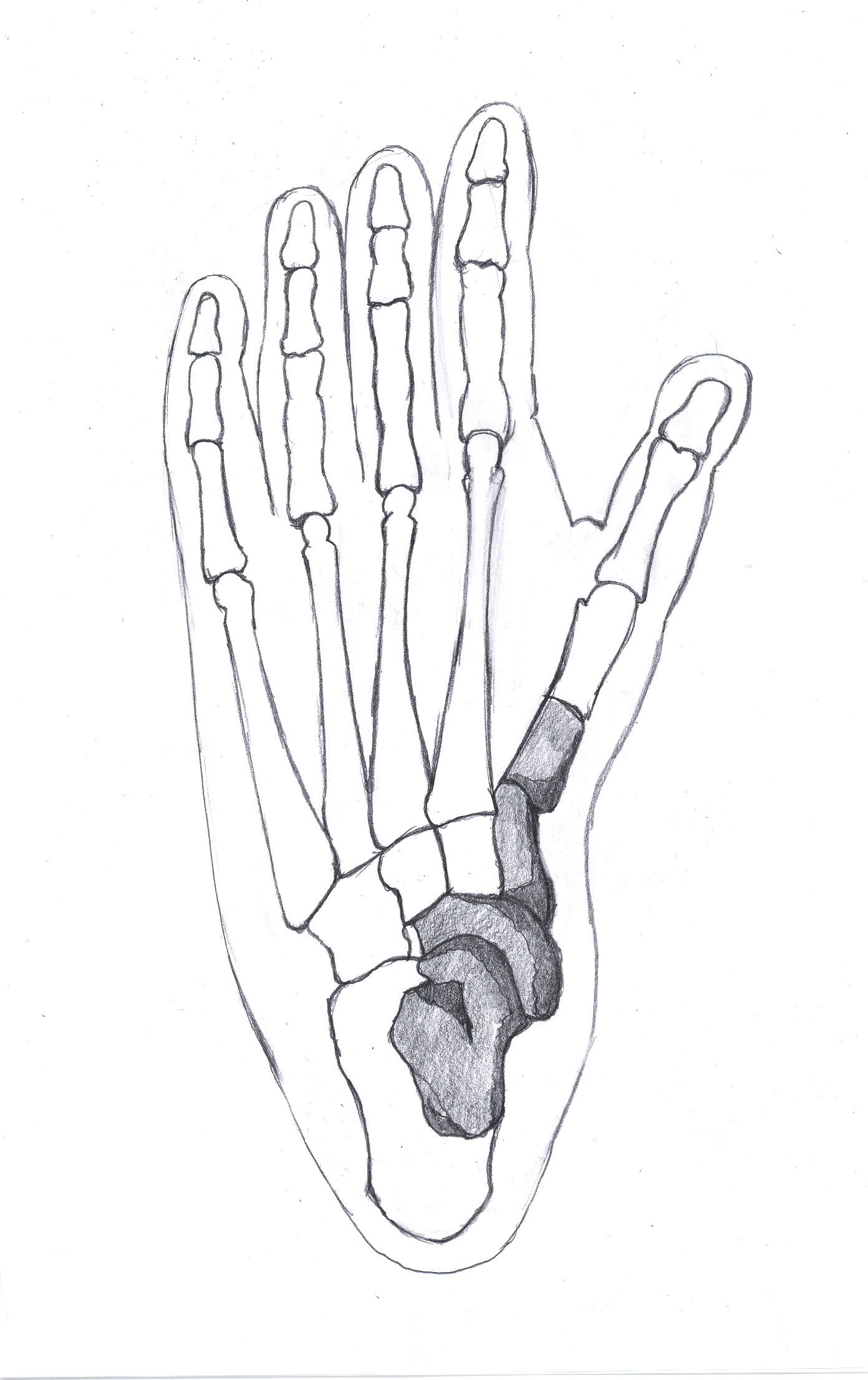

ليتل فوت أو ذو القدم الصغيرة (أو الحفرية Stw 573)، هو لقب أُطلِقَ على الهيكل العظمي شبه الكامل للأسترالوبيثكس الذي عُثِرَ عليه في الأعوام 1994-1998 في كهوف ستيركفونتاين في جنوب أفريقيا. أُعطيَت الحفرية لقب «ذو القدم الصغيرة» في عام 1995. تؤكّد بنية عظام الكاحل الأربعة من أنّ المالك كان قادرًا على المشي منتصبًا. كانت عملية استعادة العظام صعبة وشاقّة للغاية، لكونها مترسّخةً بالكامل في صخور شبيهة بالخرسانة، ولهذا السبب استغرقت عمليات الاستكشاف والتنقيب في الموقع نحو 15 عامًا لإكمالها.

## الاكتشاف
جُمِعَت عظام الكاحل الأربعة في عام 1980، لكنها لم تُكتَشَف من بين عظام ثدييات كثيرة أخرى. وفي عام 1992، اكتشفت بعثة فيليب توبياس صخرة كبيرة تتضمّن تجمّعًا غير اعتياديٍّ للمستحاثات، استُخرِجَت المستحاثات ليقوم عالم الإنسانيات القديمة رونالد كلارك فيما بعد بفحصها.
في عام 1994، أثناء البحث في صندوق يحتوي عظامًا لسعادين العالم القديم، حدّد كلارك عظامًا من بينها تعود بلا شك لأشباه الإنسان. أشار إلى أربعة عظام تعود غالبًا للشخص نفسه وهي: عظم الكاحل، والعظم الزورقي، والعظام الإسفينية، والعظم السنعي الأول. استُخرِجَت هذه العظام من مغارة سيلبربيرغ غروتو الكبير -أحد كهوف ستيركفونتاين، ووُصِفَت على أنّها تعود لجنس الأسترالوبيثكس، لتُفَهرَس تحت اسم (Stw 573).
أطلق على المستحاثة بسبب ضآلة عظام القدمين اسم «ذو القدم الصغيرة». عثر كلارك على عظام القدم الأخرى لنفس الشخص في أكياس منفصلة في عام 1997، بما في ذلك الجزء الأيمن من الظنبوب القاصي التي يبدو أنها قُطِعَت عن باقي العظام بوضوح.
أُرسِلَ ستيفن موتسومي ونكواني موليف في أوائل عام 1997 إلى مغارة سيلبيربرج بهدف العثور على باقي عظمة الظنبوب. وفي غضون يومين وجدوا الجزء المتبقي من العظم بارزًا من الصخر في الجزء السفلي من الكهف. ونظرًا لأن عظام كلا الساقين كانت في ترتيب تشريحي صحيح، فقد تكهّن الفريق بأنه قد يكون هيكلًا عظميًا كاملًا. وفي الأشهر التالية اكتشف كلارك ومساعدوه بمساعدة مطرقة وإزميل صغير عظام القدم الأخرى. كشف ستيفن موتسومي عن عظم الذراع العلوي في 11 أيلول/سبتمبر 1998، ثم استُخرِجَت عظام رأس هذه المستحاثة؛ وقد كانت عبارة عن جمجمة متصلة بفك سفلي ومتجهة للأعلى. أُعلِنَ عن هذه الاكتشافات في الصحافة في عام 1998، مما أدى إلى اهتمام إعلامي كبير في جميع أنحاء العالم.
اكتُشِفَت عظام الساعد الأيسر مع اليد اليسرى عام 1999، وقد كانت هي الأخرى بالترتيب الصحيح تشريحيًا. اكتشف العمل اللاحق هيكلاً كاملًا نسبيًا، بما في ذلك أجزاء من الحوض، الأضلاع، الفقرات، عظم العضد الكامل، ومعظم عظام الأطراف السفلية. من المرجح أن يكون هذا الاكتشاف أكثر اكتمالًا بكثير من الهيكل العظمي الشهير «لوسي» من موقع هدار بإثيوبيا. أبلغ كلارك عن هذا الاكتشاف بعد ستة أشهر، وأوضح أن جميع التحليلات السابقة تشير إلى أن جسم المستحاثة كان على ما يبدو كاملًا وغير متضررٍ من الحيوانات المفترسة، حركته الأرض حركةً طفيفةً. استغرق الأمر عقدين كاملين لتخليص المستحاثة بالكامل وتنظيفها وتحليلها، وهو العمل الذي تم الانتهاء منه أخيرًا في عام 2017.

## التصنيف
لم يُنسَب الاكتشاف (STW 573) في البداية لأي نوع معين في جنس الأوسترالوبيثيكس. قيل في الوصف الأول في تموز/يوليو 1995: «من المحتمل أن تعود العظام لفرد مبكر من الأوسترالوبيثيكس أفريكانوس أو لأنواع مبكرة أخرى من البشر». عند استخراج جزء من الجمجمة بعد عام 1998، أشار كلارك إلى أن الأحافير ربما كانت مرتبطة بجنس الأوسترالوبيثكس، لكن «ميزاته غير العادية» لا تتطابق مع أي من أنواع الأوسترالوبيثكس الموصوفة سابقًا.
يقترح كلارك الآن أنّ ذو القدم الصغيرة لا ينتمي إلى نوع أوسترالوبيثكس أفارينيس أو أوسترالوبيثكس أفريكانوس، ولكن ينتمي إلى نوع أوسترالوبيثكس فريد موجود سابقًا في ماكابانسغات وستيركفونتين يدعى أوسترالوبيثكس بروميثيوس.
في أعقاب اكتشاف أوسترالوبيثكس سيديبا التي يناهز عمرها نحو مليوني عام، والتي اكتُشِفَت على بعد 15 كم فقط من ستيركفونتين في كهف مالابا الشمالي عام 2008،  تم افتراض أن أحد أسلاف الأوسترالوبيثكس قد تكون سيديبا. وكما هو الحال مع أي اكتشاف جديد، يوجد دائمًا جدال بين كليّون وتقسيميون.

## السجل التاريخي
كان تحديد السجل التاريخي صعبًا بسبب عدم وجود طبقات بركانية في الموقع، نُشِرَ تاريخ تقديري في عام 1995استند حينها إلى تأريخ نسبي لقرود العالم القديم وبعض الحيوانات آكلة اللحوم. تراوحت التواريخ بين 3 - 3.5 مليون سنة، ولهذا السبب وُصِفَت الحفريات بأنها أقدم ممثل معروف للقردة العليا في جنوب إفريقيا.
تعرّض هذا التاريخ لانتقاداتٍ شديدةٍ في عام 1996؛ إذ كان يُعتَقَد أنّه قديم جدًا. وضع تحليلٌ ثانٍ تاريخًا يُقَدَّر بنحو 2.5 مليون سنة؛ لاقى هذا التاريخ قبولًا على نطاقٍ واسعٍ. توصّلت دراسة أخرى عن «ذو القدم الصغيرة» إلى استنتاج مماثل في عام 2002؛ إذ أشارت إلى أنّ عمره «أقل من 3 ملايين».
يرجع الجدل حول تاريخ هذه الحفرية بشكل أساسي إلى تاريخ تشكيل الصخور التي أحاطت بهيكلها المتحجر. يرجع سبب وضع التاريخ 2.2 مليون سنة أساسًا إلى عمر الأحجار الجوفية المحيطة بالهيكل العظمي. حيث تشكَّلت هذه الأحجار التي تملأ الفراغات الناتجة عن التآكل والانهيار القديمين قبل نحو 2.2 مليون سنة، ولكن يُعتقد أنّ الهيكل العظمي أقدم من ذلك.
جرى تحديد عمر ذو القدم الصغيرة في عام 2015باستخدام تقنية نظائر مشعة جديدة، وقُدِّرَ حينها بنحو 3.67 مليون عام. قدرت نتائج عام 2014 عمر العينة بنحو 3.3 مليون سنة، بينما حدَّدت محاولات سابقة أعمارًا تُقدَّر بنحو 2.2 مليون سنة، أو ما بين 3.03 و 2.04 مليون سنة.

## كيف عاش «ذو القدم الصغيرة»
نُشِرَ في عام 1995 أول وصف لعظام القدم الأربعة الأولى المكتشفة؛ أوضح المؤلفون حينها أنّ الأوسترالوبيثكس هذا كان يسير منتصب القامة، لكنه كان قادرًا على العيش في الأشجار أيضًا بمساعدة حركات الإمساك. هذا الأمر ممكن بسبب وضعية إصبع القدم الكبير المقابلة لبقية الأصابع وبسبب ثباته أيضًا.
يختلف تكوين أو بناء القدم قليلًا عن الشمبانزي. رأى كلارك عظام القدم المُكتَشَفة عام 1998، والمُؤَكِّدة لهذا التقييم الأولي. ووفقًا لآثار أقدام أوسترالوبيثكس ليتولي المعروفة وترتيب عظام القدم المكتشفة في مغارة سيلبربيرغ غروتو، فإنّ يُظهِر وصفه درجةً عاليةً من التطابق.
أشار كلارك في وصفه لعظام اليد الأحفورية عام 1999 إلى أنّ طول راحة اليد وطول عظم الإصبع كان أقصر بكثير من الشمبانزي والغوريلا. كانت اليد مثل يد الإنسان الحديث -معروفة بأنها غير متخصصة نسبيًا.
بالنظر إلى الحيوانات المفترسة التي عاصَرَت الأوسترالوبيثكس في أفريقيا، انضم كلارك إلى وجهة نظر جوردي ساباتر الذي قال في عام 1997 بأنّ النوم على الأرض في الليل كان خطيرًا جدًا على الأوسترالوبيثكس. إذ اعتقد أنّ الأوسترالوبيثكس هذا كان ينام على الأشجار على غرار الشمبانزي والغوريلا المعاصرين الذين يصنعون أعشاشًا للنوم. ونظرًا للخصائص التي تبديها المستحاثة، اعتقد أيضًا أنّه كان يمضي جزءًا من اليوم بحثًا عن الطعام بين الأشجار.
نشر كلارك في نهاية عام 2008 إعادة بناء للظروف التي حفظت هذه المستحاثات بشكلٍ جيدٍ، على عكس غيرها من العظام الموجودة في نفس الكهف، والتي يبدو أنها انجرفت على مدى فتراتٍ زمنيةٍ أطول إلى موقعها النهائي. لا تُظهِر المستحاثة أيضًا أي ضرر من قبل حيوانات مفترسة، لذا يمكن افتراض أنها لم تُنقَل إلى الكهف ليتغذى عليها هؤلاء الحيوانات. ومع ذلك، فإنّ العظام مكسورة، ويمكن إرجاع ذلك إلى أعمال الاستخراج التي جرت في أوائل القرن العشرين. قد تكون الفتحة انسدّت بمواد كالصخور مثلًا، لذلك لم يدخل أي ماء يجرف عظام الجثة المتبقية.